# Wasyl Jewsiejew
Wasyl Arkadijowycz Jewsiejew, ukr. Василь Аркадійович Євсєєв, ros. Василий Аркадьевич Евсеев, Wasilij Arkadjewicz Jewsiejew (ur. 30 sierpnia 1962 w Ługańsku, Ukraińska SRR, zm. 26 czerwca 2010 w Kijowie) – ukraiński piłkarz, grający na pozycji obrońcy, reprezentant Ukrainy, trener piłkarski.

## Kariera piłkarska

### Kariera klubowa
Wychowanek klubu Zoria Woroszyłowgrad (od 1972), w którym w 1979 rozpoczął karierę piłkarską. W 1983 został zaproszony do Dynama Kijów. W 1988 przeszedł do Szachtara Donieck. W 1992 wyjechał do Israelu, gdzie bronił barw klubu Maccabi Hajfa, ale po sezonie szybko powrócił do Ewisa Mikołajów. Następnie bronił barw takich klubów jak Tekstilszczik Kamyszyn, Dynamo-2 Kijów, Bukowyna Czerniowce i Nywa Winnica. Ostatnim klubem był Urałan Elista, w którym w 1996 zakończył karierę piłkarską.

## Kariera trenerska
Jeszcze będąc piłkarzem Urałan Elista, zgodził się na propozycję głównego trenera Pawła Jakowenki i od jesiennej rundy sezonu 1996 pomagał trenować bramkarzy. Po odejściu Jakowenki dopracował jeszcze rok zgodnie kontraktu. Potem występował w drużynie weteranów Dynama Kijów. W 2001 zgodził się pomagać Andrijowi Balu trenować klub Worskła Połtawa, z którym pracował do 2003. Od stycznia 2004 przez rok pełnił funkcję głównego trenera w CSKA Kijów. Od listopada 2005 pracuje na stanowisku asystenta trenera Arsenału Kijów. Od 16 kwietnia 2010 pełnił obowiązki głównego trenera

## Śmierć
Zginął tragicznie (spadł z okna wielopiętrowego budynku, w którym mieszkał).

## Sukcesy i odznaczenia

### Sukcesy klubowe
- Mistrz ZSRR: 1985, 1986
- Zdobywca Pucharu ZSRR: 1985, 1987
- Zdobywca Pucharu Zdobywców Pucharów: 1986
- Półfinalista Pucharu Mistrzów: 1987

### Odznaczenia
- tytuł Mistrza Sportu ZSRR: 1985
- tytuł Mistrza Sportu Klasy Międzynarodowej: 1986
- Medal "Za pracę i zwycięstwo": 2004[4]